# Jaime Pressly
Jaime Elizabeth Pressly (Kinston, 30 luglio 1977) è un'attrice e modella statunitense.

## Biografia
Nasce in Carolina del Nord da James Liston Pressly Sr. e da Brenda Sue Smith; ha due fratelli, Jessica e James Liston Jr. Studia per undici anni danza e ginnastica e, grazie a queste sue abilità, viene scelta per un ruolo nella serie televisiva di breve durata Push. All'età di quattordici anni era già diventata la portavoce della sua agenzia di moda, la International Cover Model Search, iniziando a lavorare come modella in patria oltreché in Italia e in Giappone. Frequenta le superiori alla Costa Mesa High School, in California, dove la madre si era trasferita dopo il divorzio.

### Carriera
La sua carriera parte nell'ombra di film di serie B. Ottiene il suo primo ruolo di rilievo nel thriller erotico Poison Ivy: The New Seduction del 1997, dove interpreta la dark lady Violet. L'anno dopo interpreta il personaggio ricorrente dell'assassina Mika nella serie televisiva Mortal Kombat: Conquest, e nel 1999 ottiene il ruolo fisso della provocante ballerina Audrey nella sitcom Jack & Jill, accanto ad Ivan Sergei, Amanda Peet e dal suo futuro compagno Simon Rex. Al termine della serie partecipa con piccoli camei a film decisamente modesti ma anche in altri con un buon successo di pubblico, come Non è un'altra stupida commedia americana e Torque - Circuiti di fuoco. Nel marzo del 1998 e nel febbraio del 2004 posa nuda per la rivista Playboy.
Nel 2001 diventa testimonial della linea cosmetica di Liz Claiborne e del suo profumo "Lucky You"; nel 2002 viene eletta all'ottavo posto nella classifica delle "102 donne più sexy del mondo" dalla rivista Stuff. Nel 2003 lancia una linea d'intimo chiamata "J'Aime", che in seguito diventa una linea d'abbigliamento per ogni occasione, mentre nel maggio del 2006 posa nuovamente senza veli, stavolta per la rivista Allure.
È anche apparsa in diversi videoclip musicali, tra cui Girls of Summer degli Aerosmith, It's a Beautiful Day di Michael Bublé e Tainted Love di Marilyn Manson. Nel 2005 arriva al successo con l'interpretazione di Joy Turner nella sitcom My Name Is Earl, che le fa avere due nomination agli Emmy Award, la seconda delle quali si tramuta nella sua prima vittoria come "miglior attrice in una serie comica emergente". Ha anche presentato il 7 ottobre 2006 una puntata dello show Saturday Night Live.
Dal 2014 al 2021 ha interpretato Jill Kendall nella sitcom Mom.

### Vita privata
Nell'ottobre del 2006 si fidanza con il disc jockey di origini cubane Eric Calvo, che frequentava da un anno e mezzo. L'11 maggio 2007 nasce il loro figlio: la coppia fa sapere che questi sarebbe stato educato bilingue, inglese e spagnolo, per onorare le origini di Calvo. I due si sono separati nel novembre del 2008.
Nel luglio del 2009 si è fidanzata con l'avvocato Simran Singh, che ha poi sposato il 26 settembre 2009 al Dick Clark Estate, su una scogliera che si affaccia sull'Oceano Pacifico; alla cerimonia ha preso parte anche il figlio nato dalla precedente relazione con Calvo. La coppia si è separata all'inizio del 2011.
Nell'ottobre 2017 è diventata madre di due gemelli.
In un'intervista a Esquire nel 2006 ha rivelato che era in possesso del biglietto di uno degli aerei schiantatisi contro il World Trade Center durante gli attentati dell'11 settembre 2001, ma che quel giorno decise di non prendere il volo, in quanto partiva troppo presto.

## Filmografia

### Cinema
- Mercenary, regia di Avi Nesher (1996) - direct to video
- Against the Law, regia di Jim Wynorski (1997)
- Violet - La nuova seduzione (Poison Ivy: The New Seduction), regia di Kurt Voss (1997) - direct to video
- The Journey: Absolution, regia di David DeCoteau (1997)
- Giovani, pazzi e svitati (Can't Hardly Wait), regia di Harry Elfont, Deborah Kaplan (1998)
- Ringmaster, regia di Neil Abramson (1998)
- Trash, regia di Mark Anthony Galluzzo (1999)
- Fino all'inferno (Inferno), regia di John G. Avildsen (1999)
- Poor White Trash, regia di Michael Addis (2000)
- 100 ragazze (100 Girls), regia di Michael Davis (2000)
- I gattoni (Tomcats), regia di Gregory Poirier (2001)
- Le avventure di Joe Dirt (Joe Dirt), regia di Dennie Gordon (2001)
- Ticker - Esplosione finale (Ticker), regia di Albert Pyun (2001)
- Non è un'altra stupida commedia americana (Not Another Teen Movie), regia di Joel Gallen (2001)
- Piñata - L'isola del terrore (Demon Island), regia di David Hillenbrand, Scott Hillenbrand (2002)
- Footprints, regia di E. Marshall (2002)
- Torque - Circuiti di fuoco (Torque), regia di Joseph Kahn (2004)
- Cruel World, regia di Kelsey T. Howard (2005)
- Death to the Supermodels, regia di Joel Silverman (2005) - direct to video
- DOA: Dead or Alive, regia di Corey Yuen (2006)
- I Love You, Man, regia di John Hamburg (2009)
- Venus & Vegas, regia di Demian Lichtenstein (2010)
- 6 Month Rule, regia di Blayne Weaver (2011)
- Ghost Movie 2 - Questa volta è guerra (A Haunted House 2), regia di Michael Tiddes (2014)
- Abby in the Summer, regia di Jimbo Lee (2014)
- Austin Found, regia di Will Raée (2017)

### Televisione
- Push – serie TV, 8 episodi (1998)
- Due poliziotti a Palm Beach (Silk Stalkings) – serie TV, episodio 7x15 (1998)
- Night Man – serie TV, episodio 1x21 (1998)
- Mortal Kombat: Conquest – serie TV, episodi 1x09-1x14-1x19 (1998-1999)
- Jack & Jill – serie TV, 31 episodi (1999-2001)
- Best Actress, regia di Harvey Frost – film TV (2000)
- Going to California – serie TV, episodio 1x12 (2001)
- Streghe (Charmed) – serie TV, episodio 5x01 (2002)
- The Twilight Zone – serie TV, episodio 1x17 (2002)
- The Johnny Chronicles, regia di Adam Bernstein – episodio pilota scartato (2002)
- Alligator Point – serie TV, episodio pilota scartato (2003)
- Fastlane – serie TV, episodio 1x11 (2003)
- Becker – serie TV, episodio 6x07 (2003)
- Happy Family – serie TV, episodi 1x14-1x17 (2004)
- Evel Knievel, regia di John Badham – film TV (2004)
- The Karate Dog, regia di Bob Clark – film TV (2005)
- My Name Is Earl – serie TV, 96 episodi (2005-2009)
- Las Vegas – serie TV, episodio 3x16 (2006)
- Rex, regia di Guy Shalem – episodio pilota scartato (2009)
- Un principe in giacca e cravatta (Beauty & the Briefcase), regia di Gil Junger – film TV (2010)
- Le regole dell'amore (Rules of Engagement) – serie TV, episodi 4x10-5x01 (2010)
- Segreti nascosti (Smoke Screen), regia di Gary Yates – film TV (2010)
- Livin' on a Prayer, regia di Pamela Fryman – episodio pilota scartato (2011)
- Aiutami Hope! (Raising Hope) – serie TV, episodio 1x21-2x22-3x19 (2011-2013)
- I Hate My Teenage Daughter – serie TV, 13 episodi (2011-2012)
- Bad Girls, regia di John Dahl – episodio pilota scartato (2012)
- The Greatest Footie Ads Ever – speciale TV, regia di Peter Orton (2012)
- Due uomini e mezzo (Two and a Half Men) – serie TV, episodi 10x15-10x20 (2013)
- Melissa & Joey – serie TV, episodio 3x16 (2013)
- Hot in Cleveland – serie TV, episodio 5x02 (2014)
- Jennifer Falls – serie TV, 10 episodi (2014)
- Non si gioca con morte (Finders Keepers), regia di Alexander Yellen – film TV (2014)
- Mom – serie TV, 127 episodi (2014-2021)
- The Guest Book – serie TV, episodio 1x04 (2017)

### Produttore
- Death to the Supermodels (2005)

### Doppiatrice
- Ortone e il mondo dei Chi (Horton Hears a Who!), regia di Jimmy Hayward, Steve Martino (2008)
- Saints Row 2 – videogioco (2008)
- The Oogieloves in the Big Balloon Adventure, regia di Matthew Diamond (2012)
- Phineas e Ferb (Phineas and Ferb) – serie TV, 1 episodio (2013)

## Riconoscimenti
- Premio Emmy
  - 2006 – Candidatura per la migliore attrice non protagonista in una serie commedia per My Name Is Earl
  - 2007 – Migliore attrice non protagonista in una serie comica o commedia per My Name Is Earl
- Golden Globe
  - 2007 – Candidatura per la miglior attrice non protagonista in una serie per My Name Is Earl
- Satellite Award
  - 2007 – Candidatura per la miglior attrice non protagonista in una serie, miniserie o film per la televisione per My Name Is Earl
- Screen Actors Guild Award
  - 2007 – Candidatura per la migliore attrice in una serie commedia per My Name Is Earl

## Doppiatrici italiane
Nelle versioni in italiano dei suoi film, Jaime Pressly è stata doppiata da:
- Barbara De Bortoli in D.O.A.: Dead or Alive, Non si gioca con morte
- Rossella Acerbo ne I gattoni, Jack & Jill
- Claudia Pittelli in Mortal Kombat: Conquest, Las Vegas
- Anna Cesareni in My Name Is Earl
- Anna Cugini in Mom
- Claudia Razzi in Fino all'inferno
- Stella Musy in 100 ragazze
- Monica Ward in Ticker - Esplosione mortale
- Giovanna Martinuzzi in Non è un'altra stupida commedia americana
- Laura Lenghi in Torque - Circuiti di fuoco
- Francesca Fiorentini in I Love You, Man
- Tiziana Avarista in Ghost Movie 2 - Questa volta è guerra
- Alessandra Korompay in Streghe
- Chiara Colizzi in Un principe in giacca e cravatta
- Chiara Gioncardi in Aiutami Hope
- Laura Romano in Due uomini e mezzo